# Ramón Salaverría Aliaga
Ramón Salaverría Aliaga (Burgos, 23 de juliol de 1970) és un catedràtic de Periodisme, que va ser pioner en l'estudi del periodisme digital des de finals de la dècada del 1990. Ha tingut diversos càrrecs a la Facultat de Comunicació de la Universitat de Navarra. Esdevingué un referent en l'estudi dels mitjans digitals, modalitat que ell anomena ciberperiodisme. Ha centrat part de la seva investigació en les modalitats i els efectes de la desinformació. En aquest camp, des del 2021 dirigeix Iberifier, observatori ibèric per a l'estudi dels mitjans digitals i la desinformació, impulsat per la Comissió Europea.
Del 2010 al 2012 va dirigir la Secció d'Estudis de Periodisme d'ECREA. L'ONU el va incloure el 2012 al directori Global Experts, que reuneix especialistes de diverses disciplines. També va formar part del World Journalism Education Council.
A proposta de Salaverría, la Reial Acadèmia Espanyola va decidir modificar la definició de periodista el 2015.

## Premis
Inclòs des del 2022 al rànquing de la Universitat Stanford del 2% dels investigadors més citats del món, Ramón Salaverría ha estat guardonat amb diversos premis de recerca:
- Investigador de l'Any (2023) als Premis Roblón, concedits per la Revista Latina de Comunicación Social.[9][10]
- Premi SCImago - EPI (2021) al millor article sobre Comunicació publicat a la revista Profesional de la Información.[11]
- Primer premi a la Robert L. Stevenson Open Paper Competition (2016) de la International Communication Division de l'Association for Education in Journalism and Mass Communication (AEJMC), a la millor investigació presentada a l'AEJMC Conference 2016.
- Segon premi de la Latin American Research Award (LARA) a la millor investigació sobre Amèrica Llatina presentada al congrés anual del 2015 de l'Association for Education in Journalism and Mass Communication (AEJMC).
- Premi Extraordinari de Doctorat (1998) a la Facultat de Comunicació de la Universitat de Navarra.

## Publicacions
Autor d'articles de recerca i llibres sobre temes de periodisme. Entre aquests últims:
- Mentiras contagiosas. Guía para esquivar la desinformación en salud (amb Mari Carmen Erviti, Bienvenido León, Mª Pilar Martínez-Costa i Ignacio López-Goñi). Servicio de Publicaciones de la Universidad de Navarra, 2022.
- Journalism, data and technology in Latin America (amb Mathias Felipe de Lima Santos). Palgrave Macmillan, 2021.
- Medios nativos digitales en España (amb Mª Pilar Martínez-Costa). Comunicación Social Ediciones y Publicaciones, 2021.
- Ciberperiodismo en Iberoamérica. Fundación Telefónica i Editorial Ariel, 2016.
- How to Teach Entrepreneurship to Communication and Creatives Industries Students (VV.AA). ISCTE – Instituto Universitário de Lisboa, 2016.
- Diversity of Journalisms. Proceedings of the ECREA Journalism Studies Section and 26th International Conference of Communication (CICOM) at University of Navarra, Pamplona, 4-5 July 2011. Servicio de Publicaciones de la Universidad de Navarra, 2016.
- Integrated journalism: media convergence and newsroom organization (amb Samuel Negredo). Sol90 Media, 2009.
- Periodismo integrado: convergencia de medios y reorganización de redacciones (amb Samuel Negredo). Sol90 Media, 2008.
- Cibermedios. El impacto de internet en los medios de comunicación en España. Comunicación Social Ediciones y Publicaciones, 2005.
- Redacción periodística en internet. Eunsa, 2005.
- Towards New Media Paradigms: Content, Producers, Organisations and Audiences (amb Charo Sádaba). Ediciones Eunate, 2003.
- Manual de Redacción ciberperiodística (amb Javier Díaz Noci). Ariel, 2003.